# Cañonero Durango (B-01)
El cañonero Durango (B01)  fue un transporte – cañonero, encargado a astilleros españoles por el gobierno de México junto con su gemelo el Calvo Sotelo en 1932 y que sirvió en la Armada de México desde 1934 hasta 2001.

## Encargado por México
En 1932, el gobierno de México encomendó la construcción de 15 buques para su armada en astilleros españoles por un importe total de 73 millones de pesetas siendo Ministro de la Guerra Lázaro Cárdenas del Río. Las dos naves más importantes serían dos transportes-cañoneros bautizados como Durango y Zacatecas que se construyeron en los astilleros de la Unión Naval de Levante y Echevarrieta y Larrinaga, de Cádiz respectivamente. De acuerdo con las especificaciones de la Armada mexicana, aparte de un modesto armamento, estos buques habrían de tener capacidad en su bodegas para un batallón de 500 hombres o para 400 más 60 caballos. El Durango, fue botado el 28 de junio de 1935 y se entregó a las autoridades mexicanas al año siguiente, semanas antes de iniciarse la Guerra Civil, el Zacatecas, que se encontraba más retrasado, sin embargo, fue incautado por el gobierno de Burgos e incorporado a la armada sublevada en la Guerra Civil, renombrándose como Calvo Sotelo.
No fue el Durango un buque especialmente marinero. Es más, su inestabilidad hizo que tanto al buque mexicano como al español, su armamento fuese progresivamente reducido. En lo que se diferenciaron estos cañoneros fue en la duración de sus carreras: el Calvo Sotelo fue siempre un buque extraño, impopular e incómodo, al que se le destinó a distintas funciones, hasta que en 1957 dejó de existir oficialmente. Por el contrario, el Durango gozó de una  larga y plácida vida, gracias en gran medida, al cambio de sus motores en 1967 cuando su maquinaria original fue reemplazada por dos motores diésel con una potencia de 2.500 cv cada uno. La configuración final de su armamento quedó reducida a un cañón de 101 mm, dos de 57 mm. y cuatro Oerlikon de 20 mm.

## Historial
El Durango, partió de Salvador de Bahía hacia Veracruz, a donde llegó el 6 de octubre de 1968 transportando la llama olímpica A mediados de la década de 1970 el Durango pasó a ser empleado como buque escuela. El buque fue retirado en 2001 tras 65 años de servicio continuado. Como institución en la marina mexicana, el buque fue donado al estado de Sinaloa para convertirlo en museo en el puerto de Mazatlán. Lamentablemente, nunca se concretó el proyecto de conservación y en 2009 la administración sinaloense lo puso a la venta como chatarra, siendo finalmente desguazado.